# Super Bowl IV
El Super Bowl IV fue el cuarto y último juego de campeonato entre la AFL y la NFL en la historia del fútbol americano profesional en enfrentar a las dos ligas AFL y NFL. El partido se disputó el domingo 11 de enero de 1970 en el estadio Tulane Stadium de la ciudad de Nueva Orleans, Luisiana. Allí se enfrentaron el campeón de la National Football League los Minnesota Vikings con el campeón de la AFL los Kansas City Chiefs. El título quedó en manos de los Kansas City Chiefs quiénes ganaron 23-7, en su segunda visita a un Super Bowl (el anterior 1967) obtuvieron su primer título.

## Resumen del partido
El primer cuarto del Super Bowl IV empezó con el dominio de los Chiefs cuando Jan Stenerud anotó un gol de campo de 48 yardas. En el segundo cuarto Stenerud con goles de campo de 32 y 25 yardas, estiraría la ventaja. Luego Mike Garrett anotaba con una carrera de 5 yardas para los Chiefs quienes se iban al descanso arriba por 16-0. En el tercer cuarto los Vikings descontarían con un acarreo de 4 yardas de Dave Osborn. Pero sobre el final de ese cuarto los Chiefs liquidarían el juego con un pase de anotación de  46 yardas lanzado por Len Dawson que atrapo Otis Taylor. Así, terminó el partido con victoria de los Kansas City Chiefs por 23-7. El jugador más valioso fue Len Dawson quien lanzó para 142 yardas, producto de 12 pases completos (uno para anotación)en 17 intentos.